# Valvarrone
Valvarrone är en kommun i provinsen Lecco i regionen Lombardiet i Italien. Kommunen hade 547 invånare (2018).
Kommunen Valvarrone bildades den 1 januari 2018 genom en sammanslagning av de tidigare kommunerna Introzzo, Tremenico och Vestreno.